# استیو مک‌کروری
استیو مک‌کروری (انگلیسی: Steve McCrory؛ ۱۳ آوریل ۱۹۶۴ – ۱ اوت ۲۰۰۰) بوکسور اهل ایالات متحده آمریکا بود.
وی در مسابقات کشوری و بین‌المللی در مجموع برندهٔ ۱ مدال طلا، ۱ مدال برنز شده‌است.